# Blitzkrieg at the Ardennes
Blitzkrieg at the Ardennes est un jeu vidéo de type wargame créé par Al et Joseph Benincasa développé et publié par Command Simulations sur Amiga en 1987. Il est plus tard porté sur IBM PC et republié par RAW Entertainment aux États-Unis et par Storm Computers et Internecine en Europe,. Le jeu simule, à l’échelle opérationnelle, la bataille des Ardennes de la Seconde Guerre mondiale,. Celle-ci débute en décembre 1944 lorsque les Allemands lancent une offensive contre les Alliés en Belgique avec pour objectif de reprendre Liège et, éventuellement, Antwerp. Le joueur commande les Allemands ou les Alliés et affronte l'ordinateur ou un autre joueur, qui contrôle le camp adverse,.

## Accueil
| Blitzkrieg at the Ardennes |      |       |
| Média                      | Pays | Notes |
| Joystick                   | FR   | 63 %  |
| Raze                       | GB   | 77 %  |